# Fánosz Katelárisz
Fánosz Katelárisz (görögül: Φάνος Κατελάρης, angolul: Fanos Katelaris, Nicosia, 1996. augusztus 26. –)  ciprusi válogatott labdarúgó, az Apóllon Lemeszú játékosa.

## Pályafutása

### Klubcsapatokban
Katelárisz a ciprusi Omónia Lefkoszíasz akadémiáján nevelkedett, a felnőtt csapatnak 2013 óta a tagja. A 2013-2014-es idényt kölcsönben a ciprusi élvonalbeli Alki Larnaca, a 2014-2015-ös idényt a másodosztályú Olimbiakósz Lefkoszíasz csapatánál töltötte. 2020 januárjában féléves kölcsönszerződést írt alá a magyar élvonalbeli Zalaegerszegi TE csapatával.

### Válogatott
Többszörös ciprusi utánpótlás-válogatott. 2017. március 22-én góllal debütált be a ciprusi válogatottban egy Kazahsztán elleni barátságos mérkőzésen.

#### Mérkőzései a ciprusi válogatottban
| #  | Dátum               | Ellenfél            | Eredmény | Kiírás              | Esemény |
| -- | ------------------- | ------------------- | -------- | ------------------- | ------- |
| 1. | 2017. március 22.   | Kazahsztán          | 3 – 1    | barátságos mérkőzés | 62'     |
| 2. | 2017. június 3.     | Portugália          | 0 – 4    | barátságos mérkőzés |         |
| 3. | 2017. augusztus 31. | Bosznia-Hercegovina | 3 – 2    | Vb-selejtező        |         |
| 4. | 2017. szeptember 3. | Észtország          | 0 – 1    | Vb-selejtező        |         |
| 5. | 2017. október 7.    | Görögország         | 1 – 2    | Vb-selejtező        |         |
| 6. | 2017. október 10.   | Belgium             | 0 – 4    | Vb-selejtező        |         |
| 7. | 2018. március 23.   | Montenegró          | 0 – 0    | barátságos mérkőzés | 78'     |
| 8. | 2018. május 20.     | Jordánia            | 0 – 3    | barátságos mérkőzés | 46'     |